# Pygophora orbiculata
Pygophora orbiculata är en tvåvingeart som beskrevs av Xiaolong Cui och Zhang 1995. Pygophora orbiculata ingår i släktet Pygophora och familjen husflugor.
Artens utbredningsområde är Yunnan (Kina). Inga underarter finns listade i Catalogue of Life.